# Rang 1
Rang 1 is een fictiereeks voor Eén. De opnamen vonden plaats in Leuven. Ze startten december 2010 en eindigden eind maart 2011. Het is een productie van Eyeworks, dat ook al Flikken en Dubbelleven produceerde.
De reeks startte op donderdag 27 oktober 2011 om 21.15 uur op Eén.

## Verhaal
Elk verjaardagsfeest speelt de familie Sterckx de Lotto. Wilfried (Vic De Wachter) en Paula (Gilda De Bal) spelen samen met hun drie kinderen Rebecca (Lotte Pinoy), Chris (Tom Van Bauwel) en Nicky (Evelien Bosmans) naar jaarlijkse traditie op de Lotto. Op een van die vele verjaardagen hebben ze de zes juiste cijfers. Ze zijn de enige winnaar in rang 1 en winnen dus het grote lot.
Door de Lottowinst kunnen Wilfried en Paula aan een nieuw hoofdstuk in hun leven te beginnen en hun brasserie achterlaten. Ze laten deze achter en trekken samen naar Spanje. Paula wil naar Spanje verhuizen maar dit ziet Wilfried niet zitten. Paula koopt toch een huis in Spanje en verhuist naar Spanje. Ze trekt in bij haar nieuwe Nederlandse vriend Rolf. Ze laat Wilfried achter in België. Wilfried mist haar en als het uitkomt dat hij de Lotto heeft gewonnen, komt iedereen om geld vragen.
Dochter Becca, een alleenstaande moeder, kan ontslag nemen met de job die ze met tegenzin doet en een nieuwe professionele weg inslaan. Ze opent een winkel in een herenhuis. Vriendin Lisa wil graag met haar de winkel uitbaten, toch besluit Becca dit alleen te doen, omdat ze denkt dat Lisa op haar geld uit is. Ze leert Joris kennen en Joris trekt bij haar in om samen te zaak uit te baten. Alles gaat goed tot Victor, haar ex, terug opduikt.
En jongste dochter Nicky, die niet op kot mocht omdat ze zelf in Leuven woont, kan eindelijk op eigen benen staan. Later wordt ze gestalkt door Sam, waar ze iets kleins mee gehad heeft. Per ongeluk rijdt ze Sam omver met haar auto. Ze geeft zich niet aan bij de politie, maar als Sam ontwaakt uit een coma komt de waarheid toch aan het licht.
Zoon Chris houdt zich afzijdig, hij heeft andere zorgen aan zijn hoofd. Hij ontdekt dat hij seropositief is door een geheime relatie met Ingrid. Hij durft dit niet te vertellen, maar als Lydia terug zwanger is moet hij dit vertellen. En wanneer alles uitkomt verliest hij zijn gezin, vrienden en job. Hij probeert zelfmoord te plegen, maar dit mislukt op het nippertje.

## Rolverdeling

### Hoofdrollen
| Acteur          | Personage        | Functie |
| --------------- | ---------------- | ------- |
| Vic De Wachter  | Wilfried Sterckx | Vader   |
| Gilda De Bal    | Paula Sterckx    | Moeder  |
| Tom Van Bauwel  | Chris Sterckx    | Zoon    |
| Lotte Pinoy     | Rebecca Sterckx  | Dochter |
| Evelien Bosmans | Nicky Sterckx    | Dochter |

### Bijrollen
- Kristine Van Pellicom: Lydia Vlaeminck
- Pepijn Caudron: Joris Wouters
- Tom Vermeir: Victor Dewulf
- Noor Ben Taouet: Dora Dewulf
- Jonas Van Geel: Neil Moens
- Matteo Simoni: Sam Desmedt
- Dirk Van Dijck: Rudy
- Simone Milsdochter: Ingrid Ravels

- Jan Hammenecker
- Gert Winckelmans: Sander
- Karin Jacobs: moeder Sam
- Rik Van Uffelen: vader Lydia
- Camilia Blereau: moeder Lydia
- Hans Ligtvoet: Rolf Bekker
- Charlotte Dewulf: Cara Sterckx
- Ini Massez: baas van Rebecca Sterckx

## Productie
De opnamen van de serie begonnen december 2010 en eindigden eind maart 2011 in Leuven. Vanaf eind oktober 2011 is de serie iedere donderdagavond te zien op Eén.

## Afleveringen
| Nr | Eerste uitzending | Regie           | Kijkcijfers live | Kijkcijfers 6+ |
| -- | ----------------- | --------------- | ---------------- | -------------- |
| 1  | 27 oktober 2011   | Toon Slembrouck | 876.211          | 1.011.088      |
| 2  | 3 november 2011   | Toon Slembrouck | 686.861          | 848.946        |
| 3  | 10 november 2011  | Toon Slembrouck | ± 550.000        | 750.470        |
| 4  | 17 november 2011  | Toon Slembrouck | 661.690          | 802.731        |
| 5  | 24 november 2011  | Toon Slembrouck | 663.575          | 798.313        |
| 6  | 1 december 2011   | Toon Slembrouck | 763.957          | 890.000        |
| 7  | 8 december 2011   | Toon Slembrouck | 713.615          | 848.085        |
| 8  | 15 december 2011  | Toon Slembrouck | 667.015          | 817.248        |
| 9  | 22 december 2011  | Toon Slembrouck | 733.641          | 902.610        |
| 10 | 29 december 2011  | Toon Slembrouck | 789.693          | 966.852        |
| 11 | 5 januari 2012    | Toon Slembrouck | 744.676          | 931.252        |
| 12 | 12 januari 2012   | Toon Slembrouck | 736.568          | 935.813        |
| 13 | 19 januari 2012   | Toon Slembrouck | 810.103          | 985.916        |